# Universität Maastricht

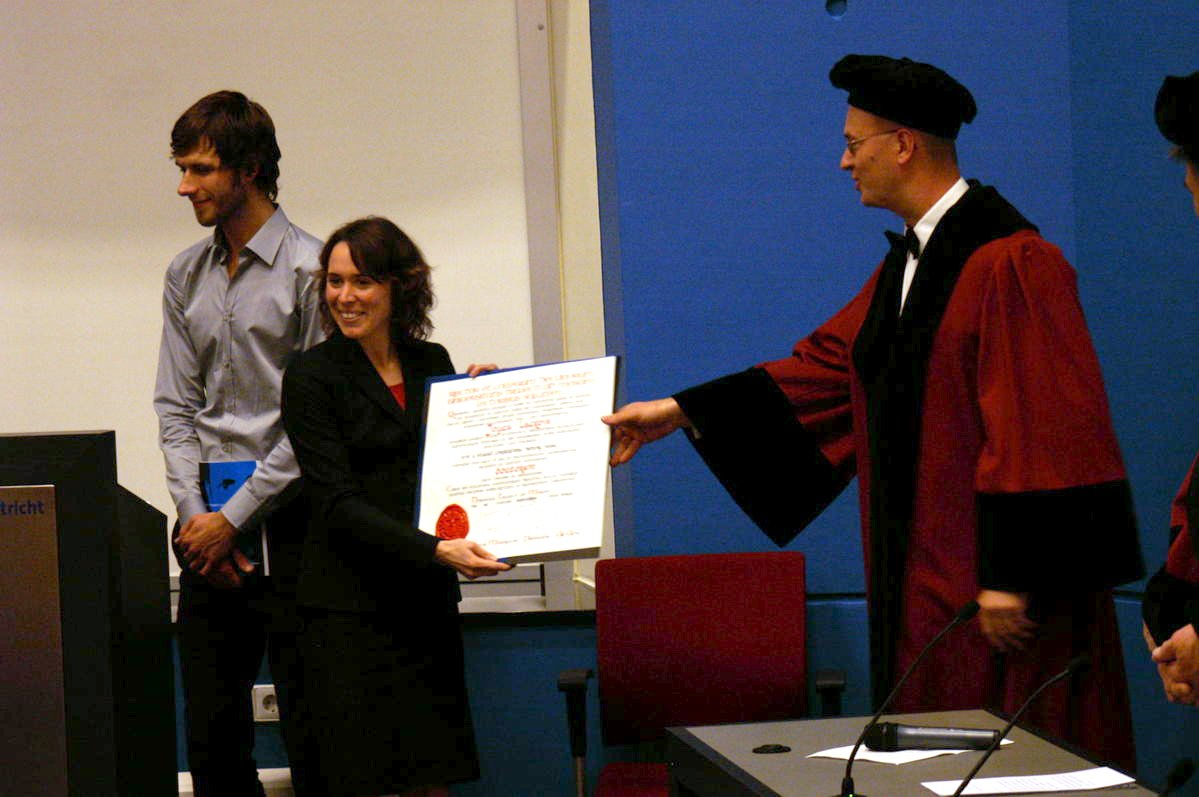
Promotionsfeier an der UM

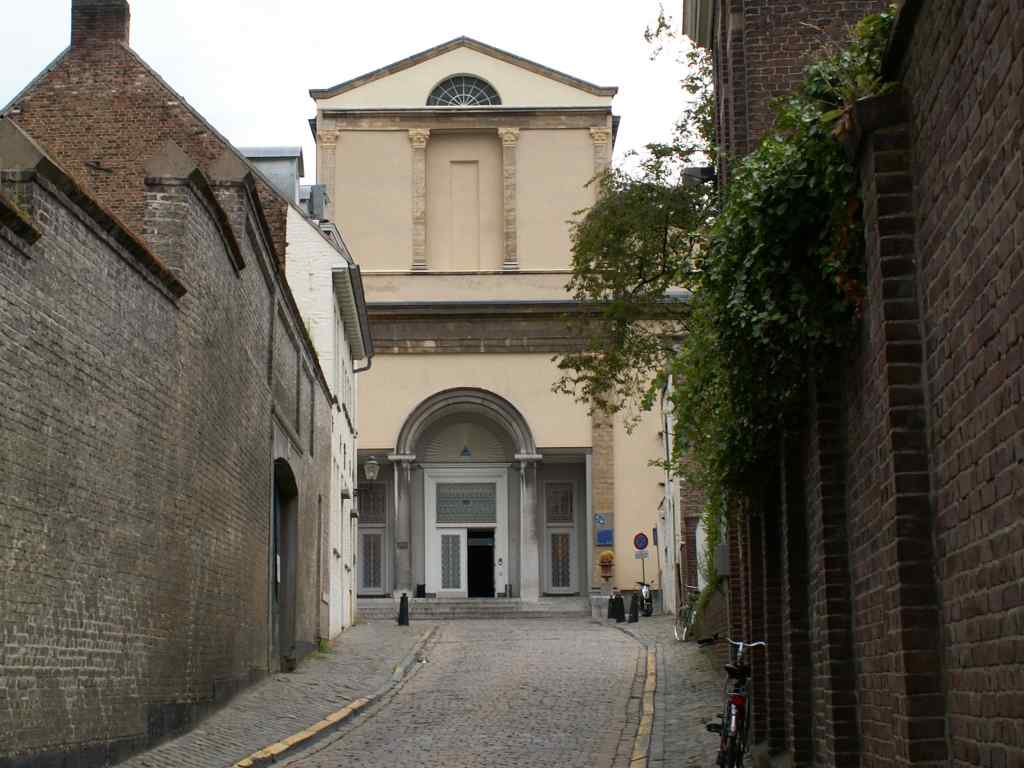
Minderbroedersberg 6a, Hauptsitz der UM

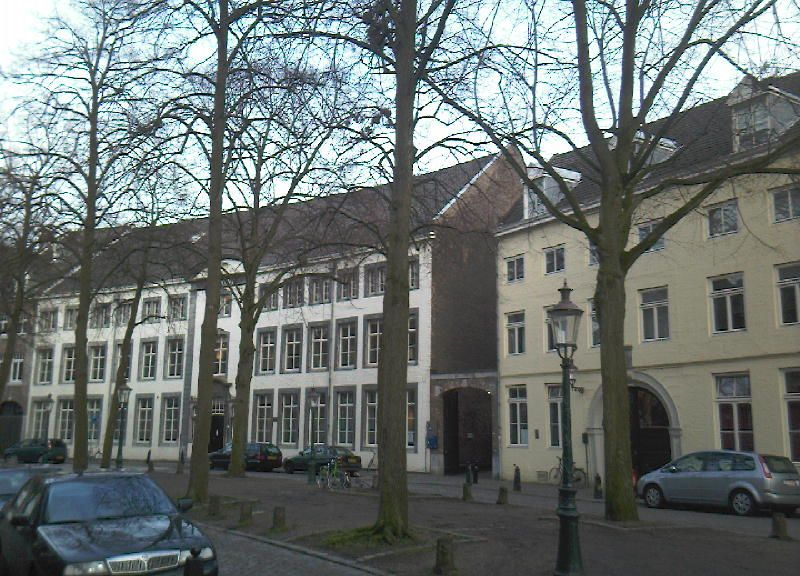
Universitätsbibliothek, Grote Looiersstraat

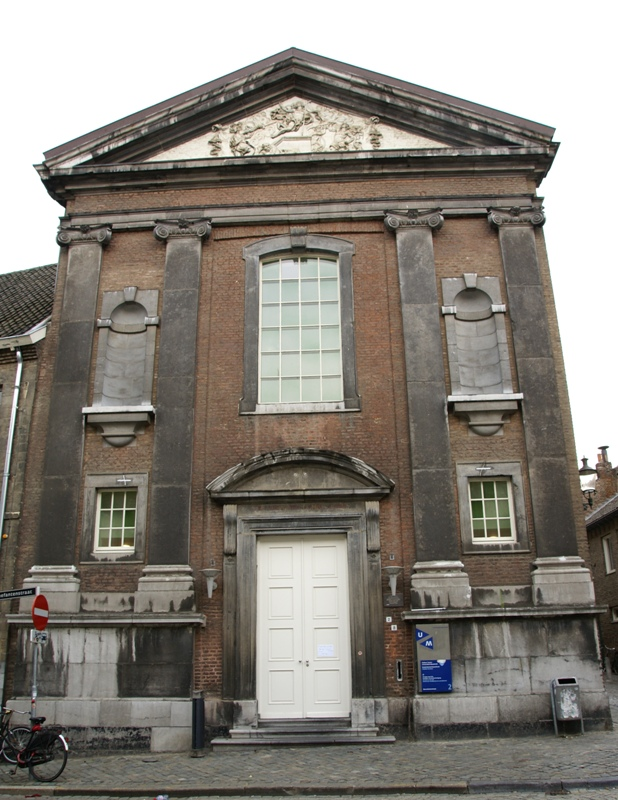
Ehemaliges Bonnefantenkloster, jetzt: Studentenzentrum UM

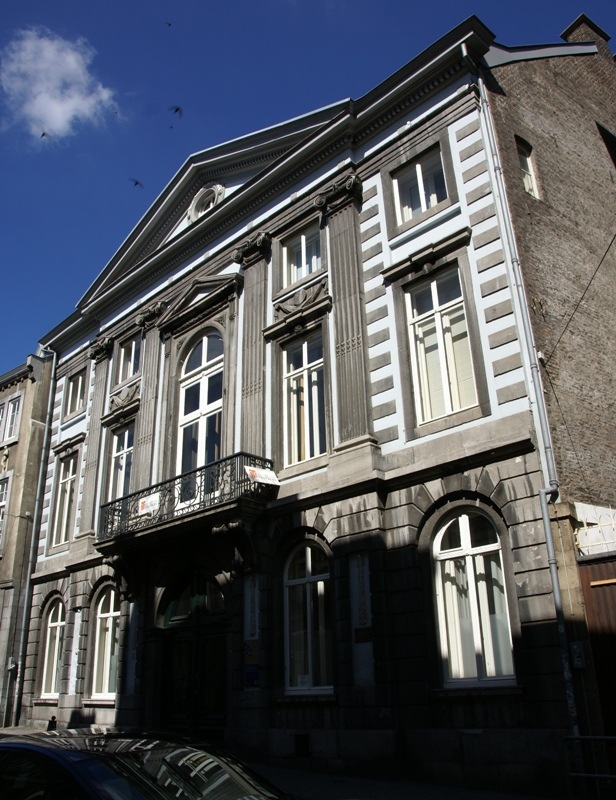
Haus Soiron, Faculty of Arts and Social Sciences

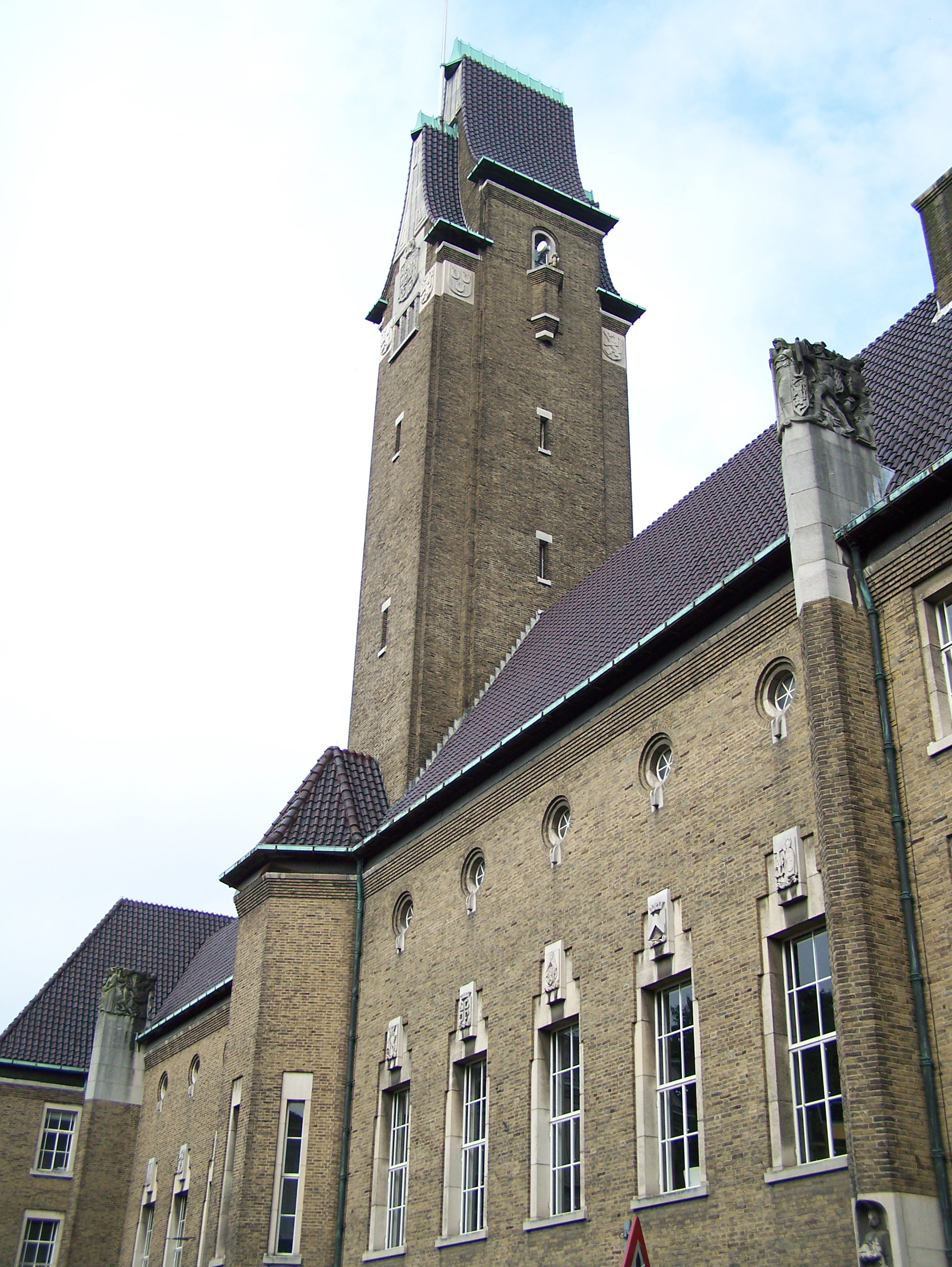
Ehemaliges Gouvernement, jetzt: Rechtswissenschaften

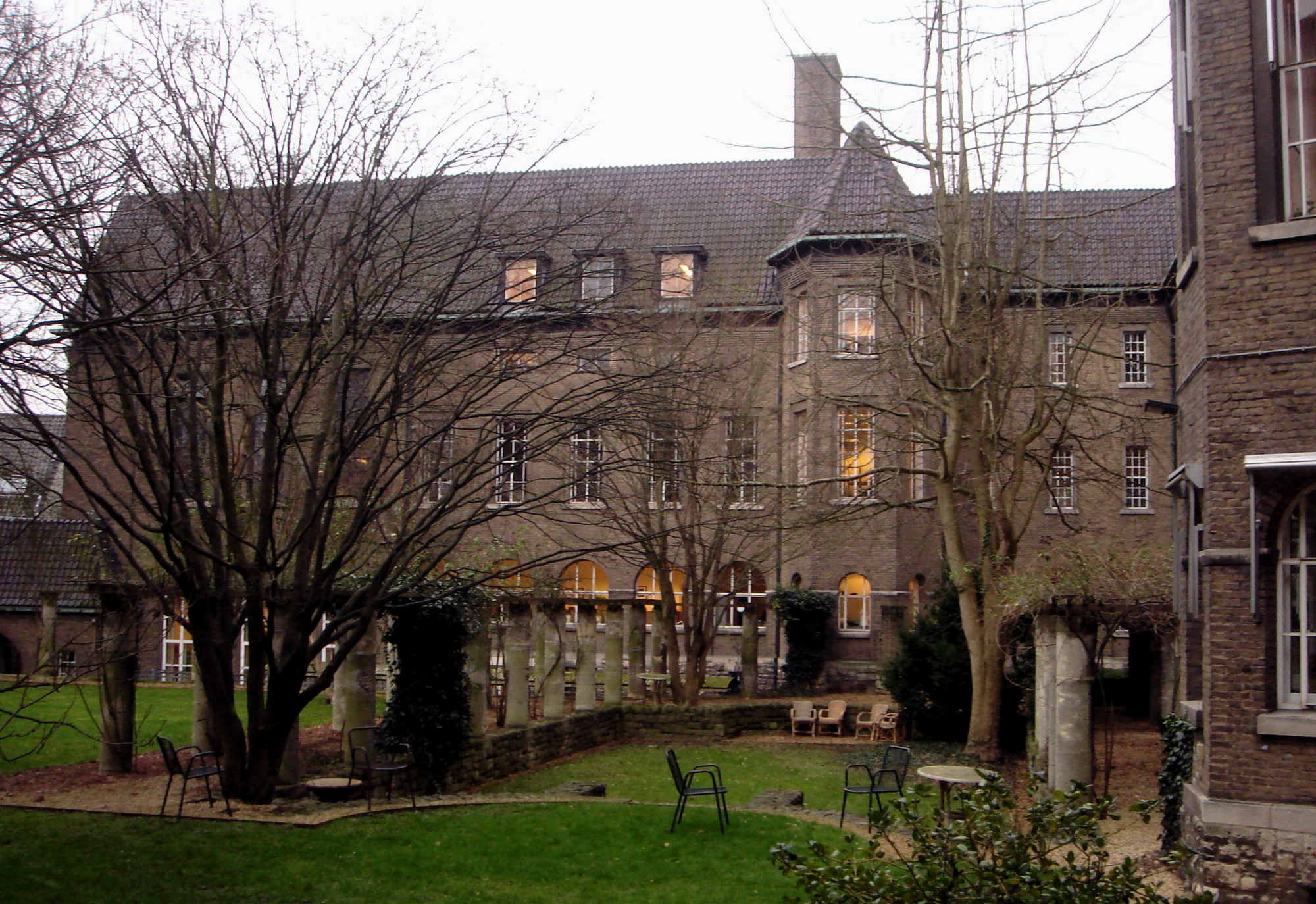
Innenhof der Fakultät für Rechtswissenschaften

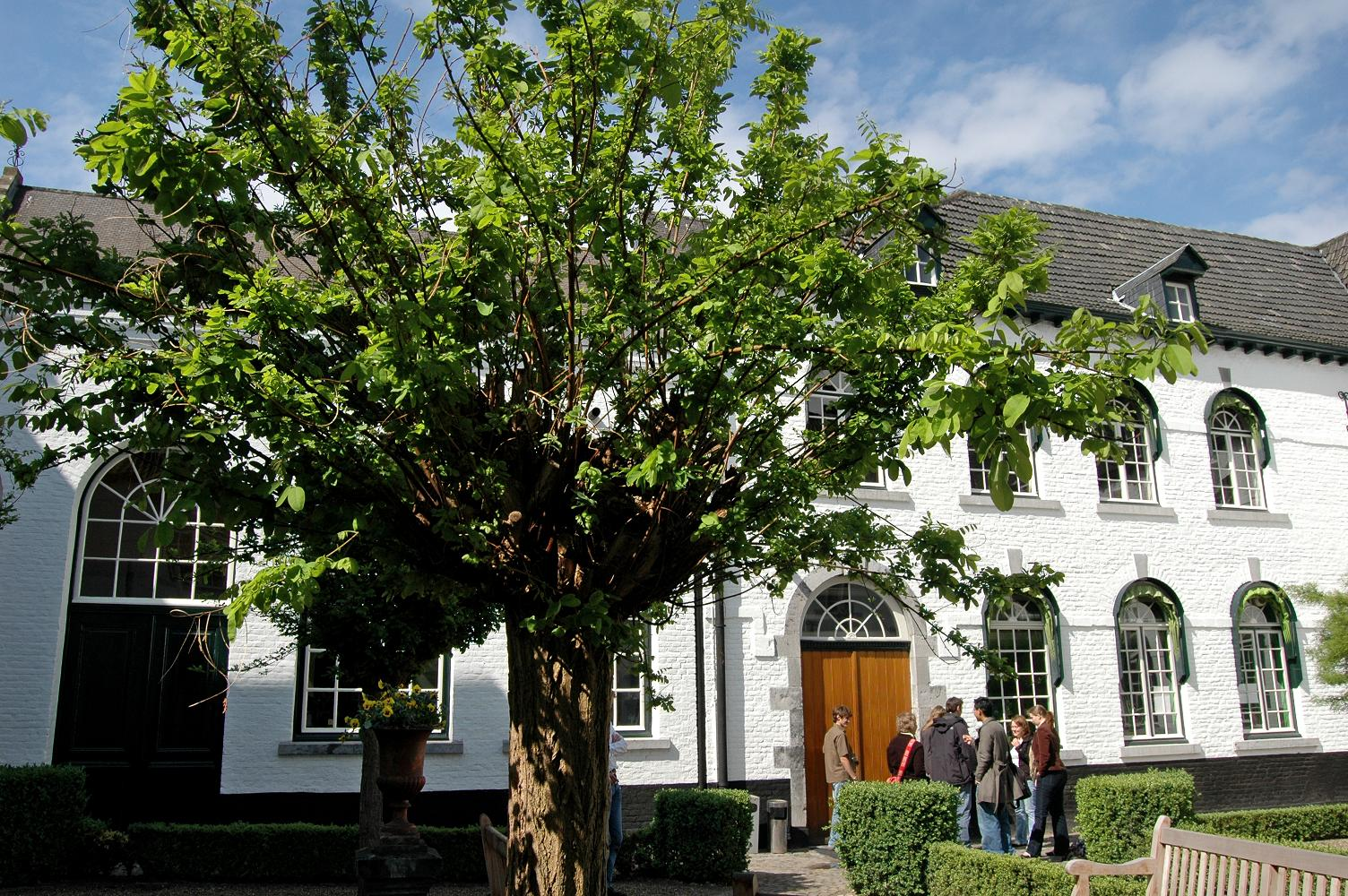
Nieuwenhof, University College Maastricht

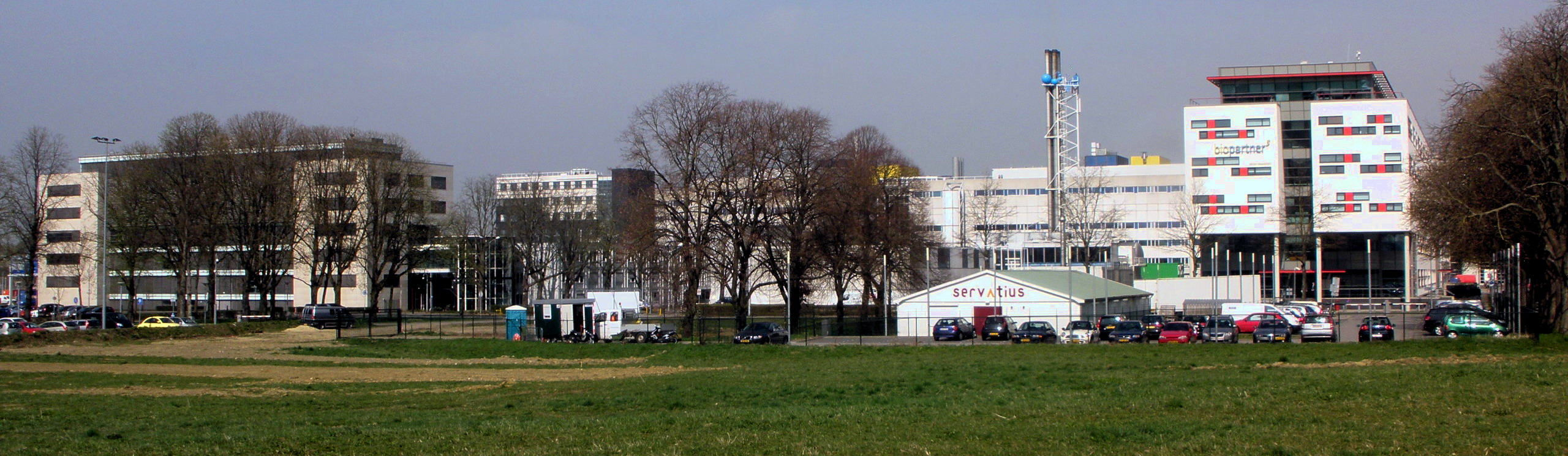
Campus Randwyck, Medizin, Life Sciences

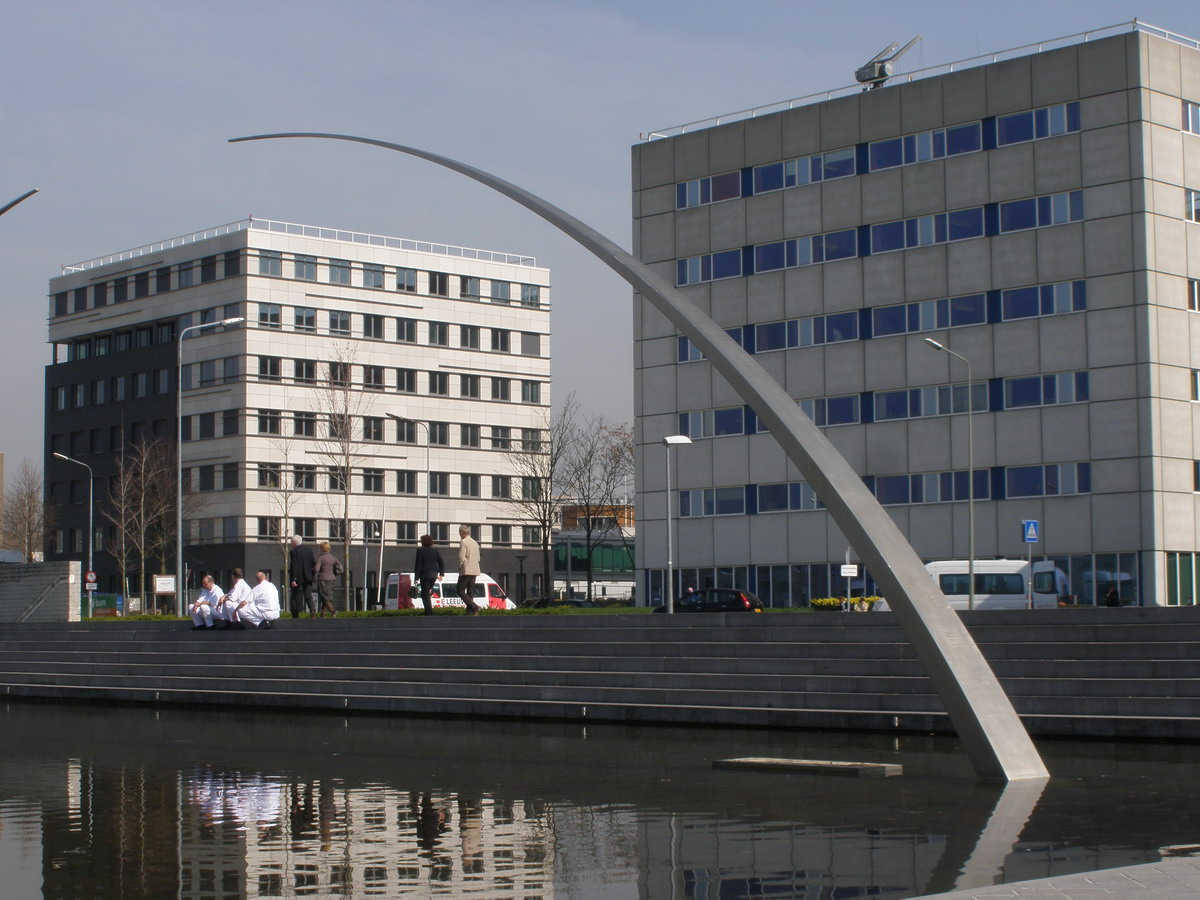
Universitätskrankenhaus

Die Universität Maastricht (niederländisch Universiteit Maastricht, englisch Maastricht University) wurde 1976 als Rijksuniversiteit Limburg in Maastricht gegründet und ist eine der jüngsten Universitäten der Niederlande. Sie ist bekannt für ihre international ausgerichteten Studiengänge, den hohen Anteil an ausländischen Studierenden und das Konzept des problemorientierten Lernens (POL). Die Universität ist Mitglied im 1991 gegründeten, grenzüberschreitenden Euregio-Hochschulverbund ALMA (Aachen-Lüttich-Maastricht-Austausch). Am 11. Januar 2008 wurde die Universität von Universiteit Maastricht in Maastricht University umbenannt, um den internationalen Charakter hervorzuheben. Seit 2007 besitzt die School of Business and Economics der Universität Maastricht die so genannte „Triple Crown“ (AACSB, EQUIS und AMBA). Nur 55 Hochschulen weltweit sind derzeit mit diesem dreifachen Gütesiegel ausgezeichnet.
In fünf großen Rankings wurde die Universität unter die 300 besten Universitäten der Welt gewählt. Im Times Higher Education World Ranking belegte die Universität Maastricht 2016 Platz 88 (ab 2021 Platz 127) und Platz 4 unter den Young Universities (Platz 6 im Jahr 2021). Im QS World University Ranking 2023 rangiert die Universität auf Platz 278.

## Organisation
Die Universität Maastricht ist eine staatliche Universität der Niederlande. Wie an allen niederländischen Hochschulen schließt das Studium seit dem Studienjahr 2002/2003 nach dem vereinheitlichten europäischen Studiensystem mit den Abschlüssen Bachelor und Master ab. Die Studiengebühren variieren je nach Art der Einschreibung, betragen für Vollzeitstudenten aus der EU jedoch in der Regel derzeit 2.168 Euro im Jahr (Stand August 2021).
Alle Vorlesungen werden entweder in niederländischer oder in englischer Sprache abgehalten, je nach Studiengang.

### Studenten, Lehrende, Personal
2020 waren gut 21.000 Studierende eingeschrieben, davon kommen rund 55 Prozent, vor allem Studierende der European Studies und Wirtschaftsstudiengänge, aus dem Ausland. Die Universität Maastricht beschäftigt über 4.000 Angestellte, davon 2.300 Personen als wissenschaftliches Personal, einschließlich 489 Professorinnen und Professoren (Stand 2020).

### Problem-Based Learning
Die Universität ist bekannt für ihr Studiensystem „Problem-based learning“ (problemorientiertes Lernen, kurz: POL), bei dem man in Kleingruppen von maximal 15 Studenten aktuelle Probleme behandelt. Die Teilnahme an den sog. „Tutorials“ ist für jeden Studenten Pflicht. Bei diesem System hat man immer direkten Kontakt zu einem Tutor. Klassische Vorlesungen werden nur zur Unterstützung angeboten.

### Studiengebühren
Zum Start des neuen Studienjahrs 2017/2018 betragen die Studiengebühr für EU-Studenten 2.060 Euro und die für Nicht-EU-Studenten i. d. R. 8.500 Euro. Studenten, die selbst oder deren Eltern in den Niederlanden arbeiten oder die sich bereits mindestens fünf aufeinanderfolgende Jahre nachweislich in den Niederlanden aufhalten, haben alternativ dazu die Möglichkeit, wie niederländische Studierende ein Darlehen beim Staat zu beantragen. Ebenso haben Studenten, die mehr als 56 Stunden im Monat arbeiten, Anspruch auf diese finanzielle Unterstützung durch den niederländischen Staat.
Alternativ kann man als deutscher Studierender auch das Auslands-BAföG beantragen.

### Aufnahmebedingungen
Bis auf die Studiengänge in Medizin, Psychologie, International Business, und das Liberal Arts Programm des University College sind alle Bachelorprogramme der Universität zulassungsfrei. Für die o. g. Programme gibt es die folgenden Beschränkungen:
- International Business: Numerus Fixus mit Aufnahmeverfahren, beim Auswahlverfahren wird nach Noten, Motivationsschreiben und internationaler Erfahrung ausgewählt. Bei Zulassung erfolgt ein einjähriges Assesmentjahr, in welchem rund 70 % der Studierenden nicht bestehen.
- Medizin: Numerus Fixus mit dezentralem und zentralem Aufnahmeverfahren
- Psychologie: Numerus Fixus mit zentralem Aufnahmeverfahren
- Liberal Arts and Sciences: Motivationsschreiben und Auswahlinterviews

Für die Masterprogramme gelten verschiedene Aufnahmebedingungen.

## Fakultäten

### Gesundheit, Medizin und Lebenswissenschaften
- BSc Biomedizin (ehemals Molekulare Lebenswissenschaften), ab dem 2. Jahr Spezialisierung in zwei der folgenden Fächer:
  - Bewegungswissenschaften
  - Biologische Gesundheitswissenschaften
  - Molekulare Lebenswissenschaften
- BSc Gesundheitswissenschaften, ab dem 2. Jahr Spezialisierung in zwei der folgenden Fächer:
  - Arbeit und Gesundheit
  - Bewegungswissenschaften
  - Bioregulation
  - Geistige Gesundheit (Psychologie)
  - Gesundheitspolitik und Management
  - Gesundheitsprävention und Aufklärung
  - Pflegemanagement
- BSc European Public Health (Europäische Gesundheitswissenschaften)
- BSc/MSc Medizin
- MSc Arts Klinisch Onderzoeker (Research Master)
- MSc Cardiovascular Biology and Medicine (Research Master)
- MSc Health Food Innovation Management
- MSc Molecular Life Science
  - Bioelectronics and Nanotechnology (Uni Hasselt)
  - Clinical Molecular Health Sciences
  - Environmental Health Sciences (Uni Hasselt)
  - Molecular Health Sciences
  - Oncology and Developmental Biology
- MSc Human Movement Sciences
  - Sports and Nutrition
  - Health and Rehabilitation
  - Physiotherapy (nur für Absolventen von SOMT University of Physiotherapy in den Niederlanden)
- MSc Physical Activity and Health
  - Biology in Human Performance and Health
  - Sports and Physical Activity Interventions
- MSc Public Health (Spezialisation: Epidemiology)
- MSc Public Health (Spezialisation: Health Care policy, innovation & management)
- MSc Public Health (Spezialisation: Health Education and Promotion)
- MSc Health Sciences Research (Spezialisation: Global Health)
- MSc Health Sciences Research (Spezialisation: Epidemiology)
- MSc Health Sciences Research (Spezialisation: Health Technology Assessment)
- MSc Health Sciences Research (Spezialisation: Social Sciences)

### Geistes- und Sozialwissenschaften
- Studiengänge:
  - BA Arts and Culture
  - BA Cultuurwetenschappen
  - BA European Studies
  - MA Analysing Europe / IMPREST
  - MA Arts and Heritage: Policy, Management and Education/Master Cultuur: beleid, behoud en beheer
  - MA European Public Affairs
  - MA European Studies
  - MA European Studies on Society, Science and Technology (ESST)
  - MA Cultuur- en Wetenschapsstudies / Master Arts and Sciences
  - MA Media Culture
  - MPhil Cultures of Arts, Science and Technology

### Psychologie und Neurowissenschaften
- Studiengänge:
  - BSc Psychology
  - MSc Cognitive Neuroscience
  - MSc Cognitive Neuroscience, Neuropsychology, Fundamental Neuroscience, Drug Development & Neurohealth, Neuroeconomics, and Psychopathology (Researchmaster)
  - MSc Developmental psychology
  - MSc Forensic Psychology
  - MSc Neuropsychology
  - MSc Psychology and Law
  - MSc Work and Organizational Psychology
  - MSc Health and Social Psychology

### Rechtswissenschaften
- Studiengänge[15][16]
  - LL.B. European Law School (europäisches Recht)
  - LL.B. Fiscaal recht (Steuerrecht)
  - LL.B. Nederlands recht (niederländisches Recht)
  - LL.M. European Law School (europäisches Recht)
  - LL.M. Fiscaal recht (Steuerrecht)
  - LL.M. Forensica, Criminologie en Rechtspleging (Forensik und Kriminologie)
  - LL.M. Globalisation and Law (Globalisierung und Recht)
  - LL.M. Intellectual Property Law and Knowledge Management (Geistiges Eigentum)
  - LL.M. International and European Tax Law (Steuerrecht)
  - LL.M. International Laws
  - LL.M. Nederlands recht (niederländisches Recht)
  - LL.M. Recht en Arbeid (Recht, Arbeit und Gesundheit)
  - LL.M./MSc Advanced Master in Intellectual Property Law and Knowledge Management (Geistiges Eigentum)

### Maastricht University School of Business and Economics
- BSc Econometrics & Operations Research
- BSc Economics
  - Infonomics
  - International Business Economics
  - International Economic Studies
- BSc Business Engineering
- BSc Fiscal Economics
- BSc International Business
- MSc Behavioural Economics
- MSc Business Research
- MSc Econometrics and Operations Research
- MSc Economic and Financial Research
- MSc Financial Economics
- MSc Fiscal Economics
- MSc Global Supply Chain Management and Change (Venlo)
- MSc Human Decision Science
- MSc Infonomics
- MSc International Business
  - Accounting
  - Business Intelligence
  - Controlling
  - Entrepreneurship and SME Management
  - Information Management
  - Marketing-Finance
  - Organisation: Management, Change and Consultancy
  - Strategic Corporate Finance
  - Strategic Marketing
  - Strategy and Innovation
  - Supply Chain Management
  - Sustainable Finance
- MSc International Economic Studies
  - Behavioural Economics
  - European Economic Policy
  - International Competition Policy
  - Public Economics
  - Social Economics
- MSc Management of Learning

### Maastricht Graduate School of Governance
- MSc Public Policy and Human Development (MPP)

### Faculty of Science and Engineering
- BSc Data Science and Artificial Intelligence
- MSc Artificial Intelligence
- MSc Data Science for Decision Making
- Teil dieser Fakultät ist auch das University College Maastricht.

## Reputation

### School of Business and Economics

Logo des studentischen Verein SCOPE mit dem Tor der School of Business and Economics im Logo

Die School of Business and Economics (SBE) der Maastricht Universität zählt zu den besten Business Schools in Europa und der Welt, die SBE bietet vornehmlich international ausgerichtete Studiengänge in englischer Sprache an. Aufgrund eines Ausländeranteils von bis zu 60 % in einigen Studiengängen, 30 % ausländischen Dozenten sowie eines Pflichtsemesters im Ausland bietet die Universiteit Maastricht ein hohes Maß an Internationalität. Das Problem Based Learning (PBL) System und insbesondere der straff ausgerichtete Studienplan machen Leistungsbereitschaft und Zielstrebigkeit zu einer Grundvoraussetzung für Erfolg. Des Weiteren fördert das PBL System Interaktion und rhetorische Fähigkeiten in fachspezifischen Diskussionsrunden. Intensive Teamarbeit und häufige Präsentationen der Studenten intensivieren den Praxisbezug des Studiums. Die SBE verfügt als eine von wenigen Fakultäten weltweit über die Qualitätssiegel AACSB (The Association to Advance Collegiate Schools of Business), EQUIS (European Quality Improvement System) und die britische AMBA-Akkreditierung. Wie in den Niederlanden üblich, werden Studenten an der SBE während ihres Studiums von Studentenorganisationen begleitet, die Workshops, Partys und akademische Aktivitäten organisieren. An der SBE nimmt dies SCOPE Maastricht wahr. Darüber hinaus, organisiert SCOPE Firmenpräsentationen mit vielen Unternehmen der Bereiche Beratung, Investmentbanking und Wirtschaftsprüfung. Unter anderem rekrutieren Investmentbanken wie Goldman Sachs, J.P. Morgan, Lazard und Rothschild an der SBE.

### Faculty of Health, Medicine and Life Sciences
Medizin und Gesundheitswissenschaften waren die ersten fakultären Schwerpunkte der Universität. Insbesondere der gesundheitswissenschaftliche Bereich in Maastricht zählt zu den bedeutendsten in Europa. Im Januar 2007 wurden die Fakultäten der Gesundheitswissenschaften und Medizin fusioniert. Die daraus entstandene Faculty of Health, Medicine and Life Sciences bietet vier Bachelorstudiengänge und 15 Masterstudiengänge an. Der neue Bachelor-Studiengang European Public Health (Europäische Gesundheitswissenschaften) wird in englischer Sprache unterrichtet und der Anteil internationaler Studenten beträgt 75 %. Der niederländischsprachige Studiengang Gesundheitswissenschaften hat im ersten Jahr eine sehr breite Ausrichtung; ab dem zweiten Jahr entscheiden sich Studenten für ein Haupt und ein Nebenfach. Es stehen sieben Spezialisierungen zur Verfügung. Neben dem klassischen Studium der Humanmedizin bietet die Fakultät auch einen Bachelorstudiengang in Biomedizinischen Wissenschaften, mit einer besonderen Forschungsorientierung an. Auch die Faculty of Health, Medicine and Life Sciences hantiert das oben beschriebene Problemorientierte Lernen (PBL), wie alle Fakultäten an der Universität Maastricht. In der Forschung hat die Fakultät fünf Schwerpunkte: Kardiovaskuläre Medizin, Chronisch metabolische Erkrankungen und ihre Ursachen, Tumormedizin mit Schwerpunkt Entwicklungsmedizin, Neurowissenschaften mit psychiatrischem Schwerpunkt sowie Public Health und Allgemeinmedizin.
Die Universität bietet darüber hinaus einen fünf Monate langen Zertifikatskurs für Psychologie und Neurowissenschaften in Europa an.

### Rankings
Im Jahr 2013 wurde die Universität von der Times Higher Education 100 Under 50 mit Platz 6 „ausgezeichnet“. Dies bedeutete ein Anstieg von 12 Plätzen im Gegensatz zum letzten Jahr. Im Jahr 2011 belegte die Universität in QS World University Rankings den 109. Platz. Dies bedeutet einen Anstieg um 63 Plätze im Vergleich zum Jahr 2006.
Ebenfalls im Jahr 2010 veröffentlichte die Financial Times ein Ranking von Master in Management-Studiengängen, in dem Maastricht in der Kategorie „Value for Money“ (in etwa: Preis/Leistung) nach der Universität St. Gallen auf Platz 2 von 40 landete.
Im Bereich Betriebswirtschaft der CHE-Rankings der Zeitschrift Die Zeit wurde die School of Business and Economics in den letzten Jahren regelmäßig in der Topgruppe gerankt, zusammen mit der Universität St. Gallen, WHU Vallendar, Universität Mannheim und der EBS Universität für Wirtschaft und Recht.
In den Elsevier-Rankings 2010 belegten die Bachelor-Studiengänge BSc International Business, BSc Econometrics and Operations Research, BSc Economics, BSc Fiscal Economics sowie die Master-Studiengänge MSc International Business, MSc Management of Learning und MSc Economics den ersten Platz in den Niederlanden.
Des Weiteren belegte der Bachelor-Studiengang BSc International Business in den staatlichen Keuzegids-Rankings 2011 mit weiteren wirtschaftlichen Studiengängen den ersten Platz in den Niederlanden.
Im Jahre 2009 wurde im Forschungsranking der Times Higher Education für die Medizin die Faculty of Health, Medicine and Life Sciences auf dem 18. Platz in Europa und auf dem 85. Platz weltweit gerankt.
Zudem belegte die geistes- und sozialwissenschaftliche Fakultät in den World University Rankings  2008 Platz 50 von 300 und schnitt somit besser ab als die Großzahl der anderen renommierten europäischen Universitäten (Freie Universität Berlin, Paris-Sorbonne, LMU München, Imperial College London).

## Campus
Die Gebäude sind über mehrere Stadtteile verteilt, es gibt also keinen zentralen Campus. In zwei Kerngebieten, dem Stadtzentrum und Randwyck, konzentriert sich jedoch ein Großteil der Einrichtungen. Im Stadtzentrum befinden sich unter anderem die Fakultäten für Wirtschaftswissenschaften, Jura und Kultur und Sozialwissenschaften sowie große Teile der Universitätsbibliothek und das sogenannte University College Maastricht, das nach dem Vorbild eines amerikanischen Liberal Arts College aufgebaut ist. Die Wirtschaftsfakultät in der Tongersestraat befindet sich größtenteils in einem umgebauten alten Kloster, die einzigen Überbleibsel aus klösterlichen Zeiten sind allerdings nur noch der typische rechteckige Innenhof und die ehemalige Kapelle, die jetzt als Aula genutzt wird.
Im Stadtteil Randwyck liegen die medizinische und die psychologische Fakultät. In Kooperation mit der Universität Hasselt in Diepenbeek (Belgien) bildet die Universität die sogenannte Transnationale Universität Limburg.

## Professoren (Auswahl)
- Maurits Allessie
- Wiebe Bijker
- Clemens van Blitterswijk, 'Distinguished Professor' Regenerative Medizin
- Theo van Boven (* 1934), emeritiert
- Michel Dumontier, 'Distinguished Professor' Data Science
- Rainer Goebel (* 1964), Professor für Kognitive Neurowissenschaft
- Ron Heeren, 'Distinguished Professor' Molekulare Bildgebung
- Stefan Hild, Professor für Experimentalphysik/Gravitationswellen
- Geert Hofstede (1928–2020), Kulturwissenschaftler und Sozialpsychologe
- Andre Knottnerus
- Harald Merckelbach
- Franz Palm (* 1948), Professor für Ökonometrie
- Peter Peters, 'Distinguished Professor' Nanobiologie
- Corine de Ruiter
- Luc Soete